# اسمیتهسبورگ (مریلند)
اسمیتهسبورگ (به انگلیسی: Smithsburg) شهری در ایالت مریلند کشور ایالات متحده آمریکا است که جمعیت آن در سرشماری سال ۲۰۱۰ میلادی، ۲٬۹۷۵ نفر بوده‌است.